# Eriochloa
Eriochloa es un género de plantas herbáceas perteneciente a la familia de las poáceas. Es originario de regiones subtropicales. Comprende 76 especies descritas y de estas, solo 35  aceptadas.

## Descripción
Son plantas anuales o perennes, cespitosas o estoloníferas. Lígula generalmente una membrana diminuta ciliada, raramente una hilera de cilios; láminas lineares a linear-lanceoladas, aplanadas o raramente involutas. Inflorescencia una panícula de 1 a numerosos racimos espiciformes en un eje común; racimos con las espiguillas a lo largo del lado inferior del raquis, las espiguillas solitarias o pareadas, subsésiles o cortamente pediceladas, la lema inferior frente al raquis en las espiguillas solitarias. Espiguillas comprimidas dorsalmente, elipsoides u ovoides, agudas a acuminadas o aristadas; desarticulación por debajo de las glumas, la espiguilla caediza como una unidad; entrenudo basal de la raquilla y la base de la gluma inferior unidos en un callo engrosado, sobresaliente o la gluma inferior reducida a una diminuta escama en forma de puño de camisa abrazado al entrenudo de la raquilla; gluma superior y lema inferior tan largas como la espiguilla, similares; flósculo inferior generalmente estéril y sin una pálea, raramente estaminado y con una pálea desarrollada; flósculo superior bisexual, más corto que la gluma superior y la lema inferior; lema superior coriácea, diminutamente estriado-rugosa o papilosa, la punta con una cerda diminuta o una pequeña arista generalmente más corta que la lema inferior, los márgenes no enrollados, cubriendo los márgenes de la pálea aplanada de textura similar; lodículas 2; estambres 3; estilos 2. Fruto una cariopsis; hilo elíptico.

## Taxonomía
El género fue descrito por Carl Sigismund Kunth y publicado en Nova Genera et Species Plantarum (quarto ed.) 1: 94–95, pl. 30, 31. 1815.
Etimología
El nombre del género deriva del griego erion (lana) y chloé (hierba), refiriéndose a las espiguillas peludas. 
Citología
El número cromosómico básico del género es x = 9, con números cromosómicos somáticos de 2n = 36, 54 y 72, ya que hay especies tetraploides y una serie poliploide.  Cromosomas relativamente "pequeños".

## Especies
- Eriochloa aristata Vasey
- Eriochloa boliviensis Renvoize
- Eriochloa eggersii Hitchc.
- Eriochloa filifolia Hitchc.
- Eriochloa littoralis Ekman
- Eriochloa nelsonii Scribn. et J.G.Sm.
- Eriochloa punctata (L.) Desv.
- Eriochloa ramosa (Retz.) Kuntze
- Eriochloa villosa (Thunb.) Kunth - paragis de Filipinas[4]